# CNRT - Conexão Nagô Rede Tambor
CNRT - Conexão Nagô Rede Tambor é o décimo quarto álbum da banda brasileira de axé Banda Eva, lançado em 20 de janeiro de 2012 em um formato de disco duplo, contendo quinze canções em cada um deles. O projeto foi o último com Saulo Fernandes como vocalista. Produzido por Léo Pinheiro e Adriano Gaiarsa. 

## Gravação e lançamento
Em abril de 2011, Saulo anunciou que havia composto 40 canções para o novo álbum durante dois anos de trabalho e que este seria duplo, trazendo o título de CBRT, uma abreviação de "Conexão na Boa Rede e Tambor" – que futuramente mudaria de nome para CNRT - Conexão Nagô Rede Tambor. Em maio o Eva monta um estúdio temporário em um casarão de Itapuã para poder gravar as canções do novo álbum, ficando isolados no local durante o tempo de produção, livre de fatores externos. As canções foram mixadas e masterizadas no Estúdio Groove, em Salvador. Em junho foi revelada a participação de Pablo e Dan Miranda, vocalista do Filhos de Jorge, nas canções "Oração do Terço" e "Z de Zazá", respectivamente. Em agosto também confirmou-se a participação de Márcio Victor, vocalista do Psirico, e Adelmo Casé, vocalista do Negra Cor, nas faixas "Bahia Com P" e "Sobre o Amor".
Em 20 de janeiro é lançado o décimo quarto álbum, trazendo trinta canções divididas em dois discos. Este foi o último álbum com Saulo na liderança dos vocais da banda, tendo anunciado sua saída em 7 de novembro. Em 12 de fevereiro de 2013 o vocalista se despede da banda em seu último dia de Carnaval comandando o bloco.

## Singles
- "Circulou" foi lançado como primeiro single em 11 de outubro de 2011 e atingiu a primeira posição no Billboard Hot Regional Salvador e trinta e sete na Brasil Hot 100 Airplay.[11] A canção foi condecorada como a melhor canção do Carnaval nos três principais prêmios da música baiana – Troféu Band Folia, Troféu Castro Alves e Troféu Dodô e Osmar.[12][13][14] Além disso, a canção levou também o prêmio do Troféu Bahia Folia pela primeira vez na carreira.[15]

- "Sei" foi liberado como segundo single em 27 de abril de 2012.[16] A faixa conquistou a posição de número três no Billboard Hot Regional Salvador.[17]

- "Preta" é lançado em 2 de dezembro como terceiro e último single do álbum, além de ser também o último lançamento com Saulo nos vocais. A faixa atingiu rapidamente a primeira posição na tabela Billboard Hot Regional Salvador e cinquenta na Brasil Hot 100 Airplay, se tornando uma das canções mais marcantes do Eva.[18]

## Lista de faixas
| Disco 1 - Conexão Nagô |                                                     |                                                                            |         |  |
| N.º                    | Título                                              | Compositor(es)                                                             | Duração |  |
| 1.                     | "Bom Te Ver"                                        | Saulo Fernandes                                                            | 3:43    |  |
| 2.                     | "Circulou"                                          | Saulo Fernandes Fábio Alcântara Leonardo Reis Magary Lord                  | 3:25    |  |
| 3.                     | "Preta"                                             | Saulo Fernandes                                                            | 3:31    |  |
| 4.                     | "Planta na Cabeça"                                  | Saulo Fernandes                                                            | 3:16    |  |
| 5.                     | "Batuque Badauê"                                    | Saulo Fernandes                                                            | 3:42    |  |
| 6.                     | "Tudo Massa"                                        | Léo Pinheiro, Saulo Fernandes, Alan Araújo, Adriano Gaiarsa, Enio Taquari, | 3:20    |  |
| 7.                     | "Pássaro Doido"                                     | Saulo Fernandes                                                            | 3:47    |  |
| 8.                     | "Óculos Azul"                                       | Saulo Fernandes                                                            | 3:45    |  |
| 9.                     | "Negra Jho"                                         | Saulo Fernandes                                                            | 3:45    |  |
| 10.                    | "Bate Paó Bahia"                                    | Saulo Fernandes                                                            | 4:31    |  |
| 11.                    | "Bahia Com P" (com a participação de Márcio Victor) | Saulo Fernandes                                                            | 4:44    |  |
| 12.                    | "Isso É Bom"                                        | Saulo Fernandes                                                            | 4:15    |  |
| 13.                    | "Z de Zazá" (com a participação de Dan Miranda)     | Saulo Fernandes                                                            | 3:37    |  |
| 14.                    | "De Beco em Beco"                                   | Saulo Fernandes                                                            | 3:40    |  |
| 15.                    | "Dia de Frevo"                                      | Saulo Fernandes                                                            | 3:25    |  |

| Disco 2 - Rede Tambor |                                                    |                                                                                             |         |  |
| N.º                   | Título                                             | Compositor(es)                                                                              | Duração |  |
| 1.                    | "Balanço, Rede e Mar"                              | Saulo Fernandes                                                                             | 3:43    |  |
| 2.                    | "Que Viagem"                                       | Saulo Fernandes                                                                             | 3:25    |  |
| 3.                    | "Gratidão"                                         | Saulo Fernandes                                                                             | 3:31    |  |
| 4.                    | "Sei"                                              | Saulo Fernandes                                                                             | 3:16    |  |
| 5.                    | "Papel Crepom"                                     | Saulo Fernandes                                                                             | 3:42    |  |
| 6.                    | "Crescer e Só"                                     | Saulo Fernandes                                                                             | 3:20    |  |
| 7.                    | "Oração do Terço" (com a participação de Pablo)    | Saulo Fernandes                                                                             | 3:47    |  |
| 8.                    | "Fica na Luz"                                      | Saulo Fernandes                                                                             | 3:45    |  |
| 9.                    | "Dar Risada"                                       | Saulo Fernandes                                                                             | 3:45    |  |
| 10.                   | "Além de Todo Mal"                                 | Léo Pinheiro, Saulo Fernandes, Adriano Gaiarsa, CH, Enio Taquari, ramon Cruz, Rudson Daniel | 4:31    |  |
| 11.                   | "Lá do Alto do Céu"                                | Saulo Fernandes                                                                             | 4:44    |  |
| 12.                   | "Carrossel"                                        | Léo Pinheiro, Saulo Fernandes, Leonardo Reis                                                | 4:15    |  |
| 13.                   | "Parceria"                                         | Saulo Fernandes                                                                             | 3:37    |  |
| 14.                   | "Sobre o Amor" (com a participação de Adelmo Casé) | Saulo Fernandes                                                                             | 3:40    |  |
| 15.                   | "Bogarim"                                          | Léo Pinheiro, CH, Enio Taquari, Saulo Fernandes, Rudson Daniel, Ramon Cruz                  | 3:25    |  |

## Histórico de lançamento
| País   | Data                  | Formato(s)          | Gravadora |
| ------ | --------------------- | ------------------- | --------- |
| Brasil | 20 de janeiro de 2012 | CD download digital | Som Livre |